# اصطفاف وركوب

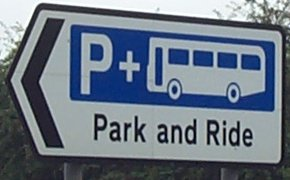
علامة الاصطفاف والركوب (P+R) في أوكسفورد، المملكة المتحدة.

اصطف واركب (بالإنجليزية: Park-and-Ride)‏ أو المواقف التحفيزية (بالإنجليزية: Incentive parking)‏ هي مواقف سيارات متصلة بالنقل العام التي تسمح للركاب بالتوجه إلى مراكز المدن، وترك مركباتهم والسفر عبر الحافلات، القطارات، أو الوسائل سريعة التردد، وغيرها. كما يمكن أن ترتبط بنظام تقاسم الركوب للأجزاء المتبقية من الرحلة.
توضع المركبات بموقف السيارات خلال اليوم وتُعاد لصاحبها حين عودته. تقع هذه المواقف عمومًا في ضواحي المدن أو في مناطق التجمع الحضرية وفي الأطراف الخارجية للمدن الكبرى. يُختصر المصطلح الإنكليزية بقول "P+R" في علامات الطرق، كما يُطلق عليها اسم P & R بين العامة.

## تاريخ

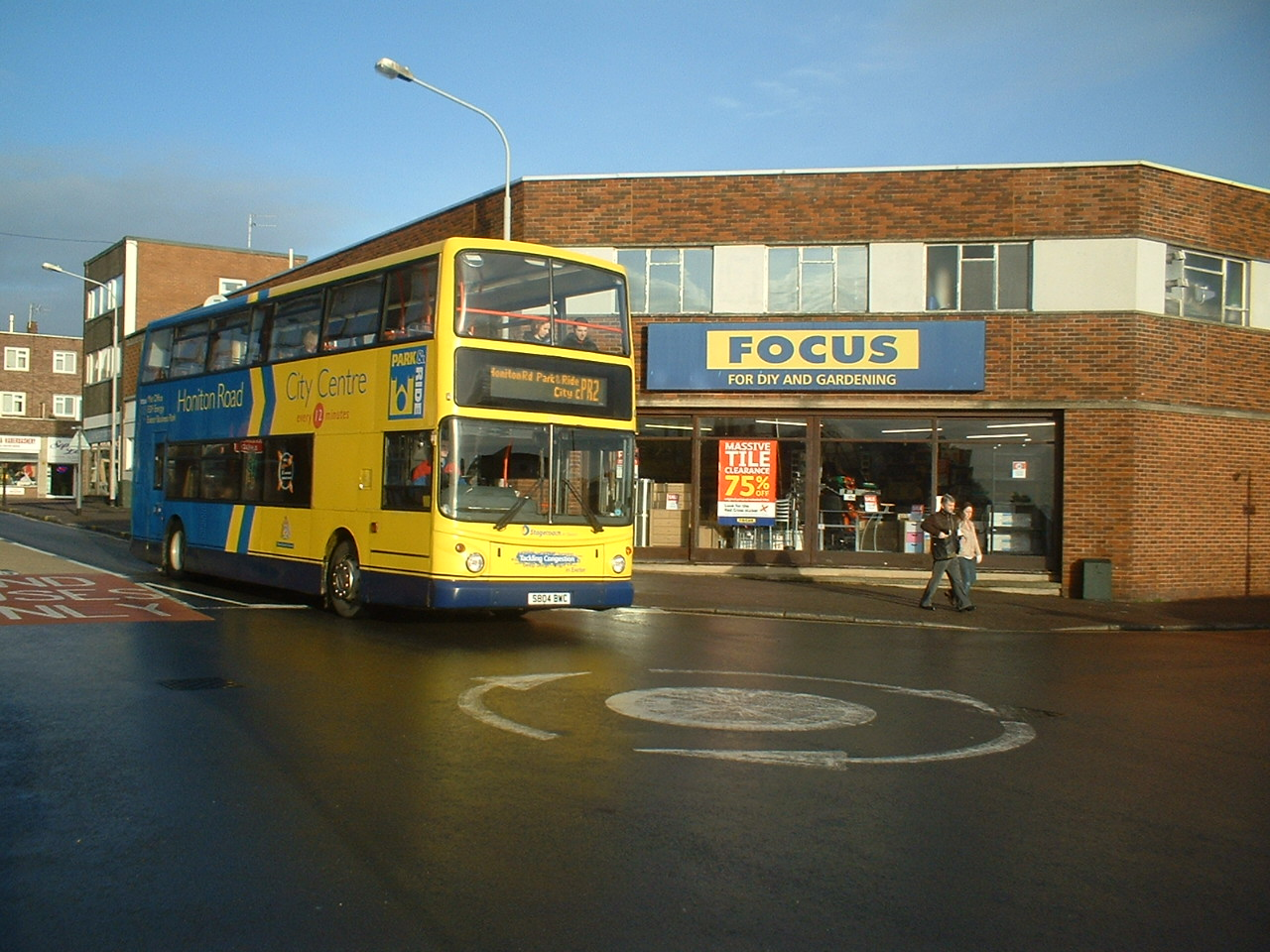
أحد محطات الاصطفاف والركوب في إكسيتر، إنجلترا في المملكة المتحدة عام 2008.

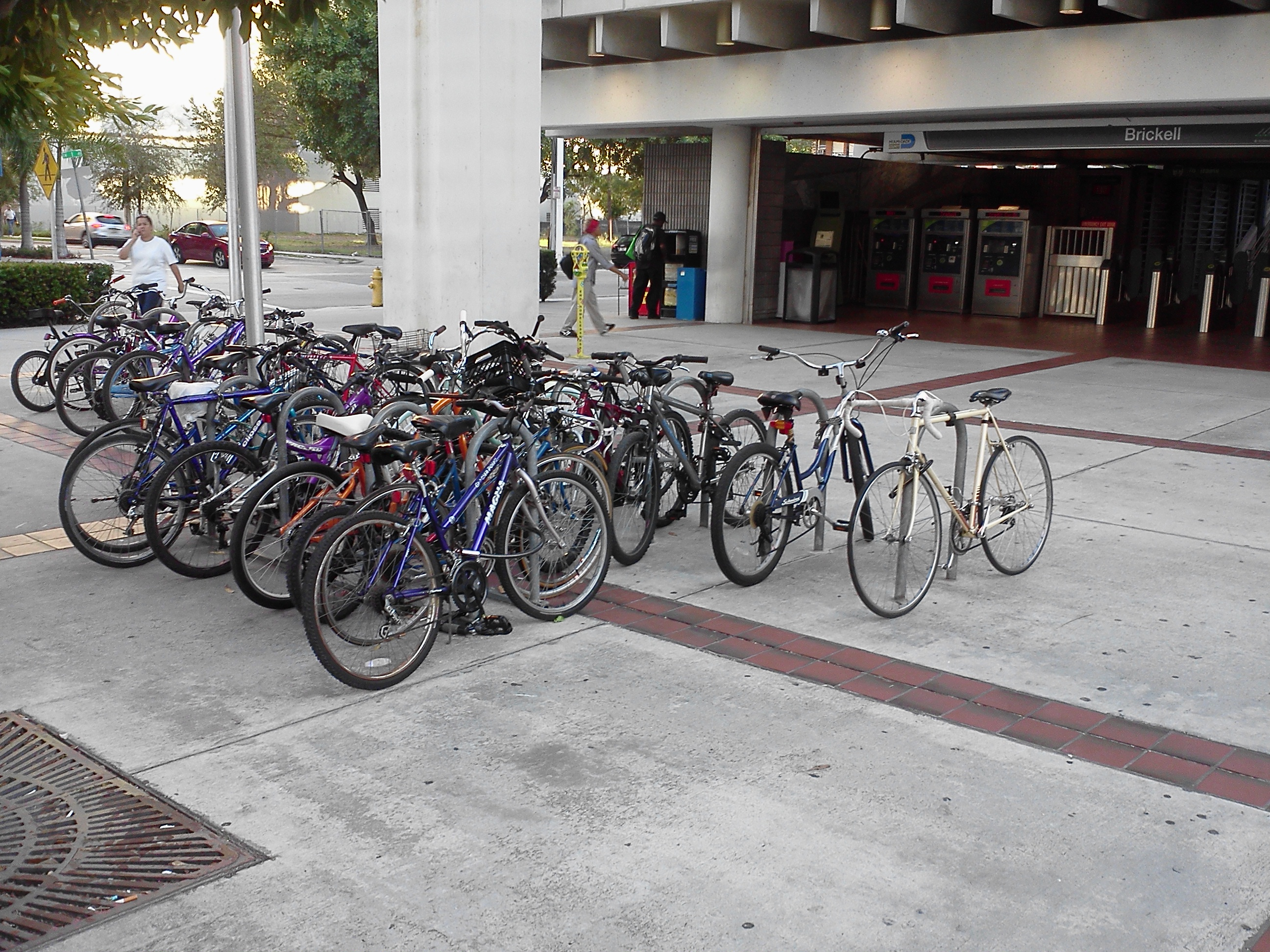
دراجات هوائية أمام محطة قطارات ميامي، فلوريدا في الولايات المتحدة عام 2011.

استُخدمت الحافلات أول مرة ضمن خدمة الإصفاف والركوب في أوكسفورد، المملكة المتحدة في بداية الستينيات من القرن العشرين، حيث شُغّل أول جدول من هذا القبيل في هذه الفترة. وقد قامت مواقف "Better Choice" بتقديم هذه الخدمة في مواقف مطار غاتويك في لندن عام 1978. وتشغل مدينة أوكسفورد حاليا 5 مواقف مخصصة حول المدينة.
يُشار بالذكر إلى أن مدينة نوريتش أصبحت في عام 2005 تحوي على أكبر موقف من هذا النوع في المملكة المتحدة، حيث يُشغّل من 6 مناطق منفصلة حول المدينة.
بالنسبة للدراجات الهوائية، فيوجد نظام مشابه يُطلق عليه (Bike and ride أو B+R) وهي صناديق الدارجات التي تقع بالقرب من محطات النقل العام، وتكون في الغالب مترافقة مع خدمة الإطصفاف والركوب. ويُشجع على استخدام هذا النظام من خلال أجرة وتذاكر متكاملة مع نظام النقل العام.

## المشاركة بالركوب
ليس من الضروري أن تكون خدمة الاصطفاف والركوب مرتبطة بجداول انطلاق محطات النقل العام، حيث يمكن أن تزود هذه المواقف بخدمة إضافية عبر وجود سيارات على الطريق أو ما يُطلق عليه مشاركة المركبات، بسبب التركيز الكبير للركاب ولتقليل عدد المركبات، حيث تساعد هذه السيارات على تخفيف الضغط داخل المناطق الحضرية. كما يمكن أن يكون مسارها باتجاه واحد أو باتجاهين - ذهاب وعودة. ولا يُسمح لهذه السيارات المبيت في هذه المواقف ليلا.